# Ronald Clark O'Bryan
Ronald Clark O'Bryan, född 19 oktober 1944 i Houston i Texas, död 31 mars 1984 i Huntsville Unit i Huntsville i Texas, var en amerikansk man som blev känd för att ha mördat sin son, Timothy, genom att ge honom en förgiftad godisbit på Halloween 1974. O'Bryan, som ville få ut en livförsäkring, hävdade att han var ovetande om att godiset innehöll cyanid. Fallet väckte stor uppmärksamhet och ledde till en nationell debatt om barns säkerhet på Halloween.
O'Bryan åtalades, fälldes för mord 1975 och dömdes till döden. Han blev känd som "The Candy Man" på grund av brottets omständigheter. O'Bryans fall har sedan dess inspirerat böcker, dokumentärer och filmer, vilket bidrog till att cementera hans plats i amerikansk kriminalhistoria. Han avrättades genom giftinjektion 1984.